# Hershel d'Ostropol
Hershel d'Ostropol, en yiddish הערשעלע אסטראפאלער ([Hɛʁʃɛlɛ ɔjstʁɔpɔlɛʁ]), né en 1757,, à Balta, en Podolie (Ukraine) et mort en 1811 à Medjybij est un comique juif qui vivait en Volhynie aux XVIIIe et XIXe siècles. Ce personnage historique est devenu une figure de légende auquel on a attribué de nombreuses histoires. Il a fait partie de la cour hassidique de Borukh de Medjybij.
Selon les récits populaires, Hershele erre de ville en ville en racontant des histoires amusantes et en faisant des plaisanteries. Malgré sa pauvreté, il survit grâce à son habileté à faire rire au sujet des difficultés créées par la précarité. Ses plaisanteries portent sur les riches et les rabbins issus de lignées distinguée. Il reflète l'humour des Juifs déclassés socialement qui trouvent du réconfort en se moquant des personnes favorisées. Beaucoup d'histoires d'Hershele tournent autour du rabbi de Medzhybizh où le bouffon Hershele fait le contrepoids du rebbe, sérieux et enclin à la mélancolie .